# La Grand-Croix
La Grand-Croix és un municipi francès situat al departament del Loira i a la regió d'Alvèrnia-Roine-Alps. L'any 2007 tenia 5.027 habitants.

## Demografia

### Població
El 2007 la població de fet de La Grand-Croix era de 5.027 persones. Hi havia 1.920 famílies de les quals 564 eren unipersonals (192 homes vivint sols i 372 dones vivint soles), 456 parelles sense fills, 693 parelles amb fills i 207 famílies monoparentals amb fills.
La població ha evolucionat segons el següent gràfic:
Habitants censats

### Habitatges
El 2007 hi havia 2.067 habitatges, 1.945 eren l'habitatge principal de la família, 7 eren segones residències i 115 estaven desocupats. 984 eren cases i 791 eren apartaments. Dels 1.945 habitatges principals, 1.009 estaven ocupats pels seus propietaris, 880 estaven llogats i ocupats pels llogaters i 56 estaven cedits a títol gratuït; 72 tenien una cambra, 111 en tenien dues, 412 en tenien tres, 646 en tenien quatre i 704 en tenien cinc o més. 1.204 habitatges disposaven pel capbaix d'una plaça de pàrquing. A 763 habitatges hi havia un automòbil i a 775 n'hi havia dos o més.

### Piràmide de població
La piràmide de població per edats i sexe el 2009 era:
| Homes | Edats   | Dones |
| ----- | ------- | ----- |
| 0     | 95 o +  | 4     |
| 8     | 90 a 94 | 52    |
| 8     | 85 a 89 | 64    |
| 48    | 80 a 84 | 76    |
| 52    | 75 a 79 | 136   |
| 84    | 70 a 74 | 112   |
| 76    | 65 a 69 | 116   |
| 112   | 60 a 64 | 104   |
| 140   | 55 a 59 | 96    |
| 112   | 50 a 54 | 160   |
| 196   | 45 a 49 | 164   |
| 192   | 40 a 44 | 196   |
| 156   | 35 a 39 | 188   |
| 148   | 30 a 34 | 140   |
| 164   | 25 a 29 | 184   |
| 157   | 20 a 24 | 196   |
| 204   | 15 a 19 | 180   |
| 164   | 10 a 14 | 184   |
| 152   | 5 a 9   | 184   |
| 176   | 0 a 4   | 124   |

## Economia
El 2007 la població en edat de treballar era de 3.123 persones, 2.221 eren actives i 902 eren inactives. De les 2.221 persones actives 1.901 estaven ocupades (1.048 homes i 853 dones) i 321 estaven aturades (134 homes i 187 dones). De les 902 persones inactives 263 estaven jubilades, 280 estaven estudiant i 359 estaven classificades com a «altres inactius».

### Ingressos
El 2009 a La Grand-Croix hi havia 1.934 unitats fiscals que integraven 4.951,5 persones, la mediana anual d'ingressos fiscals per persona era de 15.697 €.

### Activitats econòmiques
Dels 241 establiments que hi havia el 2007, 3 eren d'empreses extractives, 9 d'empreses alimentàries, 1 d'una empresa de fabricació de material elèctric, 1 d'una empresa de fabricació d'elements pel transport, 31 d'empreses de fabricació d'altres productes industrials, 38 d'empreses de construcció, 64 d'empreses de comerç i reparació d'automòbils, 11 d'empreses de transport, 12 d'empreses d'hostatgeria i restauració, 2 d'empreses d'informació i comunicació, 12 d'empreses financeres, 4 d'empreses immobiliàries, 15 d'empreses de serveis, 24 d'entitats de l'administració pública i 14 d'empreses classificades com a «altres activitats de serveis».
Dels 61 establiments de servei als particulars que hi havia el 2009, 1 era una oficina de correu, 2 oficines bancàries, 1 funerària, 9 tallers de reparació d'automòbils i de material agrícola, 1 taller d'inspecció tècnica de vehicles, 1 autoescola, 3 paletes, 12 guixaires pintors, 2 fusteries, 6 lampisteries, 6 electricistes, 8 perruqueries, 5 restaurants, 2 agències immobiliàries, 1 tintoreria i 1 saló de bellesa.
Dels 19 establiments comercials que hi havia el 2009, 2 eren botiges de menys de 120 m², 8 fleques, 2 carnisseries, 4 llibreries, 1 una botiga d'equipament de la llar, 1 una perfumeria i 1 una floristeria.
L'any 2000 a La Grand-Croix hi havia 15 explotacions agrícoles que ocupaven un total de 105 hectàrees.

## Equipaments sanitaris i escolars
Els 2 equipaments sanitaris que hi havia el 2009 eren farmàcies.
El 2009 hi havia 2 escoles maternals i 3 escoles elementals. La Grand-Croix disposava d'un col·legi d'educació secundària amb 593 alumnes.
La Grand-Croix disposava d'un centre de formació no universitària superior de formació tècnica.

## Poblacions més properes
El següent diagrama mostra les poblacions més properes.